# Express – Zeitung für sozialistische Betriebs- und Gewerkschaftsarbeit
express – Zeitung für sozialistische Betriebs- und Gewerkschaftsarbeit ist eine deutsche  linkssozialistische Zeitschrift, die in der Tradition des Sozialistischen Büros steht und seit 1997 von der Arbeitsgemeinschaft zur Förderung der politischen Bildung e. V. herausgegeben wird.

## Geschichte
Express – Zeitung für sozialistische Betriebs- und Gewerkschaftsarbeit entstand 1972 durch eine Fusion von express international mit der Sozialistischen Betriebskorrespondenz. express international war seit 1962 von der Gesellschaft für Forschung und internationale Kooperation auf dem Gebiet der Publizistik e. V. herausgegeben worden. Die Sozialistischen Betriebskorrespondenz war seit 1970 eine Publikation des Sozialistischen Büros (SB) gewesen. Nach der Fusion wurde die Zeitung bis 1997 vom SB herausgegeben, danach von der Arbeitsgemeinschaft für politische Bildung (AfP). Der Redaktionssitz war bis 2006 Offenbach, danach Frankfurt am Main.

## Profil
Der express sieht sich in die Tradition des SB. Er behandelt Themen der Betriebs- und Gewerkschaftsarbeit, ist aber institutionell und finanziell unabhängig von Gewerkschaften oder Parteien.
Die Zeitung dient linken Gewerkschaftern, Betriebsräten und Vertrauensleuten als Sprachrohr für oppositionelle und organisationskritische Meinungen. Regelmäßige Rubriken sind der „Betriebsspiegel“, „Gewerkschaften Inland“, „Internationales“ sowie Rezensionen. Redaktionsmitglieder und aktive Mitarbeiter waren und sind zum Teil noch heute unter anderem Eberhard Schmidt, Heinz Günter Lang, Klaus Kowol, Willi Michel, Walther Müller-Jentsch, Iris Bergmiller, Otto Jacobi, Rainer Erd, Edgar Weick, Volker Brandes und Heiner Halberstadt. Heute gehören unter anderem der Redaktion an: Anton Kobel, Kirsten Huckenbeck, Nadja Rakowitz, Wolfgang Schaumberg, Stefan Schoppengerd und Torsten Bewernitz.
Die Zeitung erscheint zehn Mal im Jahr. Die Redaktion des express gibt darüber hinaus die Broschüren-Reihe „Ränkeschmiede“ heraus und ist beteiligt am Projekt „Forum Arbeitswelten - China und Deutschland“, das sich dem Austausch mit chinesischen Gewerkschafts- und Menschenrechtsaktivisten verschrieben hat. Die Zeitung hat 1.000 Abonnenten (2022).

### Schriften der express-Redaktion
- Redaktionskollektiv express (1974): Spontane Streiks 1973. Krise der Gewerkschaftspolitik. Offenbach
- express (Hg.) (1986): Bio- und Gentechnologie. Offenbach

### Schriften über die Zeitung
- Gottfried Oy (2007): Spurensuche Neue Linke. Das Beispiel des Sozialistischen Büros und seiner Zeitschrift links. Reihe rls papers, Berlin: Dietz (Online-Zugang zur Studie)